# Reciclagem de embalagens longa vida

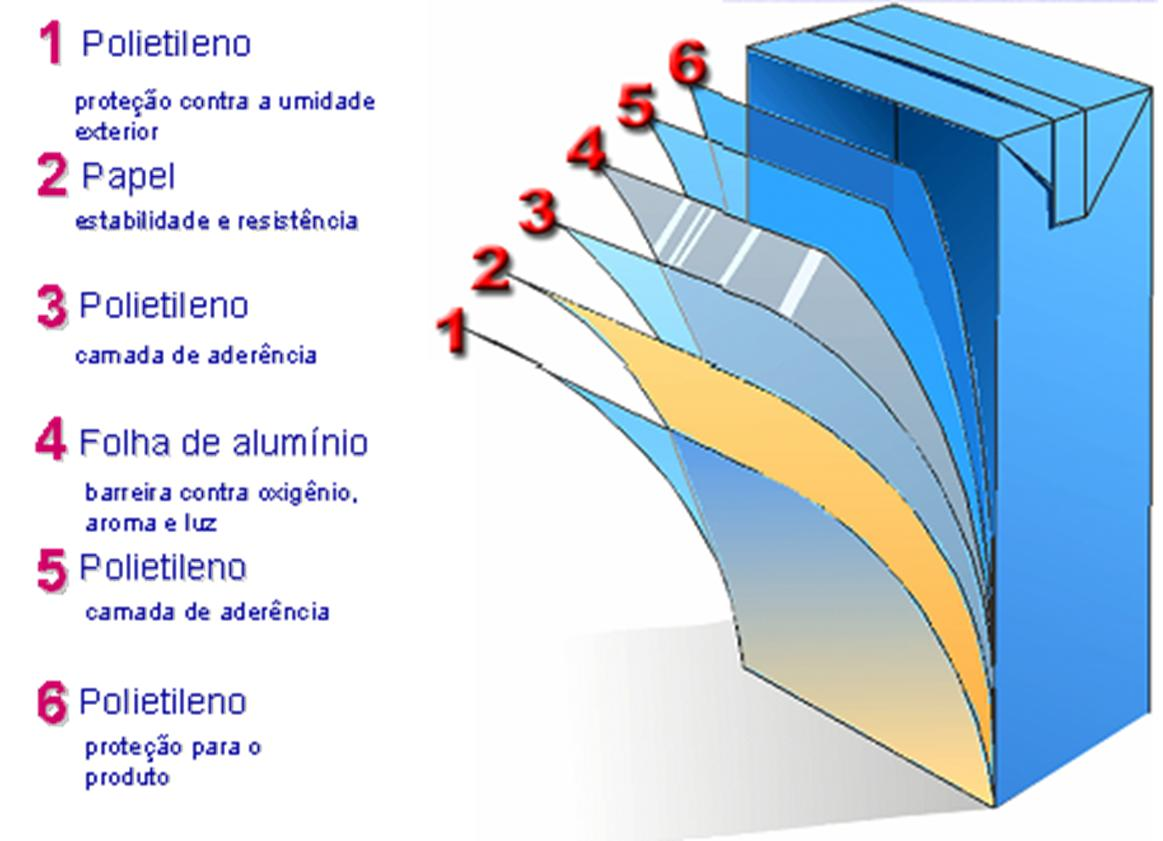
Diversas camadas de uma embalagem longa vida

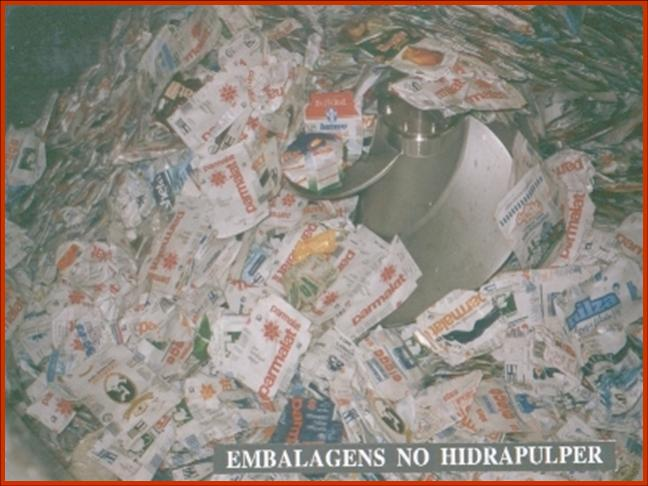
Hidrapulper com embalagens longa vida

Hidrapulper com plástico e alumínio

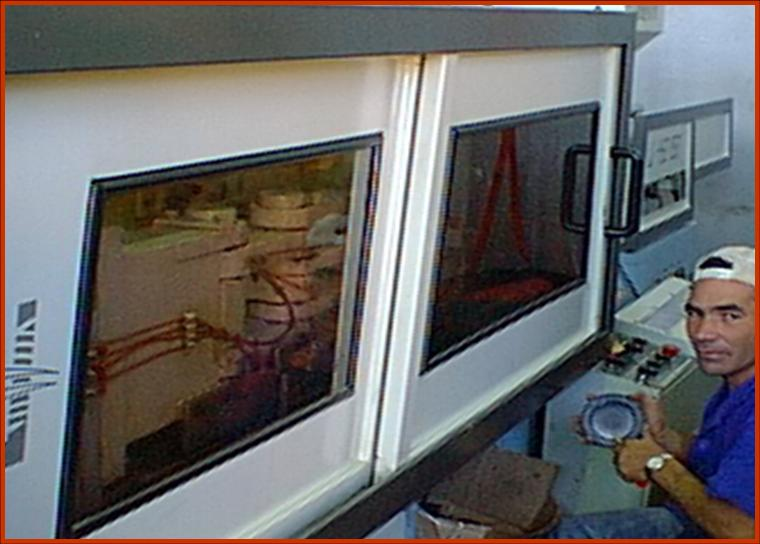
Injeção de peças plásticas

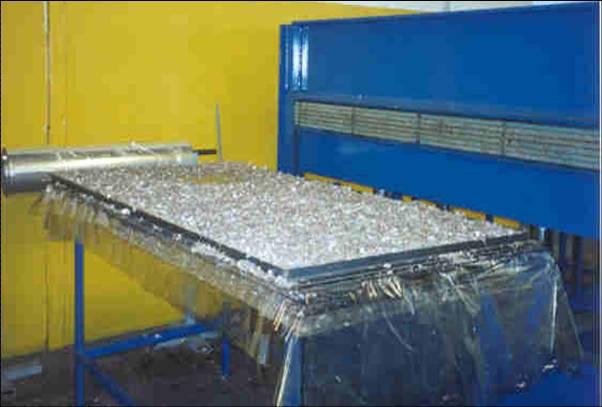
Fabricação de telhas recicladas com plástico e alumínio

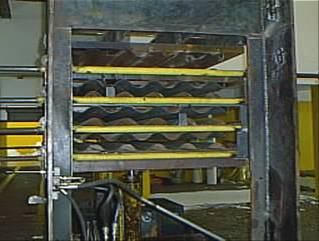
Fabricação de telhas recicladas com plástico e alumínio

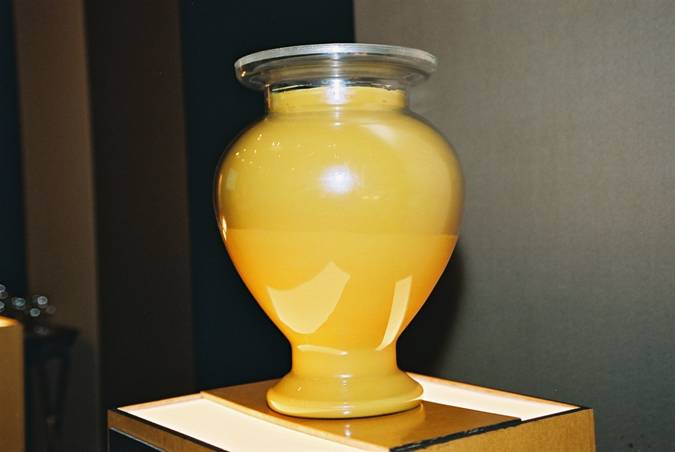
Parafina obtida com processo de reciclagem a plasma

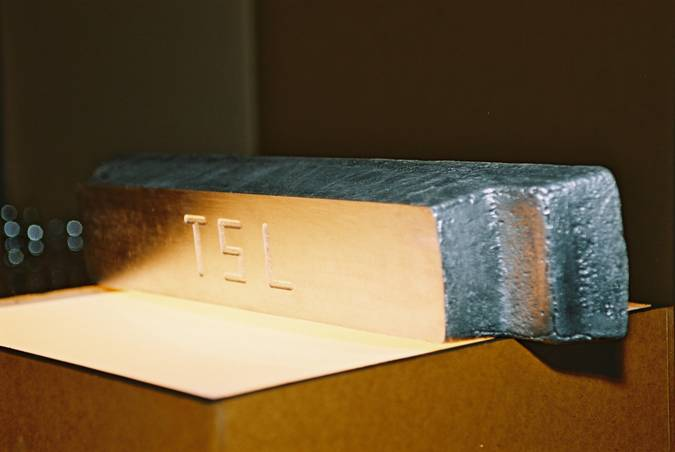
Lingote de alumínio obtido com processo de reciclagem a plasma

A reciclagem de embalagens longa vida é o processo pelo qual são reintegrados à cadeia produtiva os materiais componentes deste tipo de embalagem.
O processo de reciclagem consiste de duas etapas independentes e sucessivas. A primeira delas é a reciclagem do papel e a seguinte a reciclagem do composto de polietileno  e alumínio. O papel reciclado pode ser utilizado por exemplo para a produção de papelão ondulado, caixas, papel para tubetes. O composto de polietileno e alumínio pode ser utilizado para a fabricação de peças plásticas, placas, telhas ou, através da sua separação completa via o processo a plasma, para a produção de parafina e alumínio metálico.

## A embalagem longa vida
A embalagem longa vida é uma embalagem asséptica para o envase de alimentos permitindo sua melhor conservação. Esta embalagem é composta de seis camadas de três materiais: papel, responsável pela estrutura; polietileno de baixa densidade, responsável pela adesão e impermeabilidade entre as camadas; e alumínio, barreira contra luz e oxigênio. O papel representa em média 75%, em massa, o polietileno representa 20% e o alumínio, 5%.

## Reciclagem do papel
Uma vez coletadas através de iniciativas de coleta seletiva estas embalagens pós-consumo são enfardadas e encaminhadas para uma indústria papeleira. Nesta industria as embalagens longa vida seguem para um equipamento industrial chamado hidrapulper, que se assemelha a um liquidificador de grande porte, onde são misturadas a água de processo e agitadas mecanicamente durante cerca de 30 minutos. Durante este tempo as fibras de papel da embalagem são separadas das camadas de plástico e alumínio ficando misturadas a água. As fibras de papel juntamente com a água passam por uma peneira no fundo do hidrapulper que retém o plástico com o alumínio deixando que a polpa siga o processo normal de fabricação de papel até se transformar em uma bobina de papel reciclado, enquanto o plástico e o alumínio, ainda unidos, são retirados do equipamento, enfardados e seguem para outras empresas para continuarem seu processo de reciclagem.

## Reciclagem do composto de polietileno e alumínio
Para a reciclagem do composto de polietileno e alumínio das embalagens longa vida existem três processos industriais: a fabricação de peças plásticas, a fabricação de placas e telhas, e a sua completa separação através da tecnologia a plasma. 

### Fabricação de peças plásticas
Os fardos desse composto chegam a um reciclador de plástico e entram em um processo de lavagem para retirar o pequeno residual de fibras de papel que ainda existe neste material. Uma vez limpo, este material passa por um processo de aglutinação que retira boa parte da umidade e faz com que o material ganhe densidade que será importante no processo seguinte, a extrusão. Na extrusão o material é transportado por uma rosca aquecida que faz com que o material derreta e se homogeneíze formando uma massa uniforme que é pressionada contra uma tela, para a produção dos pellets, que são pequenos fragmentos de plástico que é a forma com que o plástico, seja ele reciclado ou não, é vendido no mercado. A partir desses pellets é possível utilizar equipamentos de injeção e rotomoldagem para fabricação dos mais diversos artefatos de plástico. Os pellets reciclados de plástico e alumínio de embalagens longa vida tem sua composição aproximada  em massa de 80% polietileno e 20% alumínio.

### Fabricação de placas e telhas
É o processo mais simples para a reciclagem do composto de polietileno e alumínio de embalagens longa vida. Os fardos desse material são recebidos das indústrias papeleiras e seguem diretamente para o processo de secagem e trituração.  Uma vez triturado este material é dosado em formas sobre  um filme desmoldante e levado para uma prensa aquecida a cerca de 180°C.  Estas prensas são similares às prensas utilizadas para a fabricação de compensados de madeira. Após algum tempo nesta temperatura o plástico se funde ao alumínio formando uma placa. Esta placa é retirada do equipamento e resfriada. Este tipo de placa pode ser usada para fabricação de móveis, ou em substituição a madeira em algumas aplicações, como por exemplos divisórias e tapumes para construção civil. Esta mesma placa, enquanto ainda quente, também pode ser moldada em formas onduladas para a fabricação de uma telha similar às telhas de fibrocimento. Esta telha reciclada tem propriedades térmicas interessantes além de ser mais leve.

### Separação Térmica
Nos dois processos anteriores tanto o polietileno quanto o alumínio das embalagens longa vida são reciclados em conjunto, ficando unidos após os respectivos processos. Com o desenvolvimento da tecnologia a plasma foi possível fazer esta separação. Neste processo os fardos do composto de polietileno e alumínio que chegam das papeleiras são abertos e lavados para a retirada do residual de papel. Na sequência esse material é alimentado em um forno aquecido por uma tocha de plasma e no qual não há a presença de oxigênio. Esta tocha de plasma libera muita energia na forma de calor para este forno fazendo com que as cadeias de carbono do polietileno se quebrem em cadeias menores que são vaporizadas e extraídas do reator, enquanto o alumínio se funde. A temperatura do forno é acima de 700°C. Após extraídas do reator as cadeias de carbono gaseificadas são condensadas formando um composto parafínico que tem aplicações na indústria petroquímica enquanto o alumínio fundido é resfriado na forma de lingotes que volta para industria de alumínio para um novo ciclo de produtos.
Atualmente, esse processo à plasma não é necessário. Como o óxido de alumínio (em pó) adquiriu valor comercial, não é mais necessário fundir o metal, reduzindo assim a temperatura requerida e as perdas de material devido à degradação térmica. Dessa forma, podem ser utilizados os métodos convencionais de aquecimentos de reatores, diminuindo drasticamente a energia consumida no processo e produzindo material com alto valor agregado.